# Chapalmalania
Chapalmalania — викопний рід ссавців родини ракунових, що існував у пліоцені у Південній Америці в період 5,3-1,8 млн років тому. Родова назва — від формації Чападмалал, провінція Буенос-Айрес, де були знайдені скам'янілості.
Незважаючи на свою спорідненість з дрібними ракунами та носухами, Chapalmalania були великими тваринами. Розмір тіла становив 1,5 м, хвіст був коротким, важила приблизно 150 кг. За зовнішнім виглядом чапалмаланія нагадувала велику панду. Через великий розмір її викопні рештки були спочатку прийняті за ведмежі.
Chapalmalania була еволюційним нащадком «собаки-коати» Cyonasua, яка по островам дісталася з Центральної Америки до Південної у пізньому міоцені (7,5 млн років тому), і була, можливо, першим ссавцем, що проникли таким чином у ході Великого міжамериканського обміну. Коли з моря піднявся Панамський перешийок, що дозволив міграцію інших видів, у Південну Америку проникли ведмеді та інші всеїдні види, з якими вона не змогла конкурувати, і зникла після 5 мільйонів років існування.
Вважається, що Chapalmalania була всеїдна на кшталт сучасних ведмедів на основі зубної морфології. Мітки укусу, які можна віднести до Chapalmalania, були виявлені на туші Гліптодонту, що дозволяє припустити, що Чапальмаланія хоча б в деяких випадках споживала падло великих ссавців.